# Macledium spinosum
Macledium spinosum là một loài thực vật có hoa trong họ Cúc. Loài này được (L.) S.Ortiz mô tả khoa học đầu tiên năm 2001.